# Ена Попов
Ена Попов (Нови Сад, 9. октобар 1986) српска је певачица, ТВ водитељка и бивша учесница „Великог брата“.

## Биографија
Основну и средњу школу је завршила у Новом Саду. Завршила је Факултет за предузетни менаџмент на Универзитету Браћа Карић.
Године 2006. пријавила се за учешће у првој сезони ријалити-шоу програма „Велики брат“. Као друга укућанка ушла је у кућу 15. септембра 2006. године и у њој остала 92 дана. Иако није победила, Ена се истакла међу осталим укућанима и постигла одређени медијски успех. Њеној популарности допринела је и веза са једним од укућана. 
После изласка из куће, Ена је најпре учествовала у Новогодишњој емисији Цеце Ражнатовић, а потом је у лето 2007. године, заједно са, тадашњим дечком, Марком Миљковићем, водила емисију „Звезде Гранда“.
Њен први албум је изашао 2008. године под називом „Прво од мене“, снимљен за Гранд продукцију.
Ена и Андреј Маричић су 2011. водили емисију Аутостопери a 2012. је са Маријом Лазић водила емисију Тачно у подне.
Ена се опробала и као глумица, у скечевима новосадске групе „Генијалци“, који се емитују у склопу емисија Гранд продукције.

## Дискографија
- Прво од мене (2008)